# Glaciar Buenos Aires
El glaciar Buenos Aires es un glaciar, que fluye entre la bahía Esperanza y la bahía Corrientes, en el extremo noreste de la península Tabarín, península Trinidad, Antártida. Al oeste se conecta con el glaciar Pirámide.

## Geología

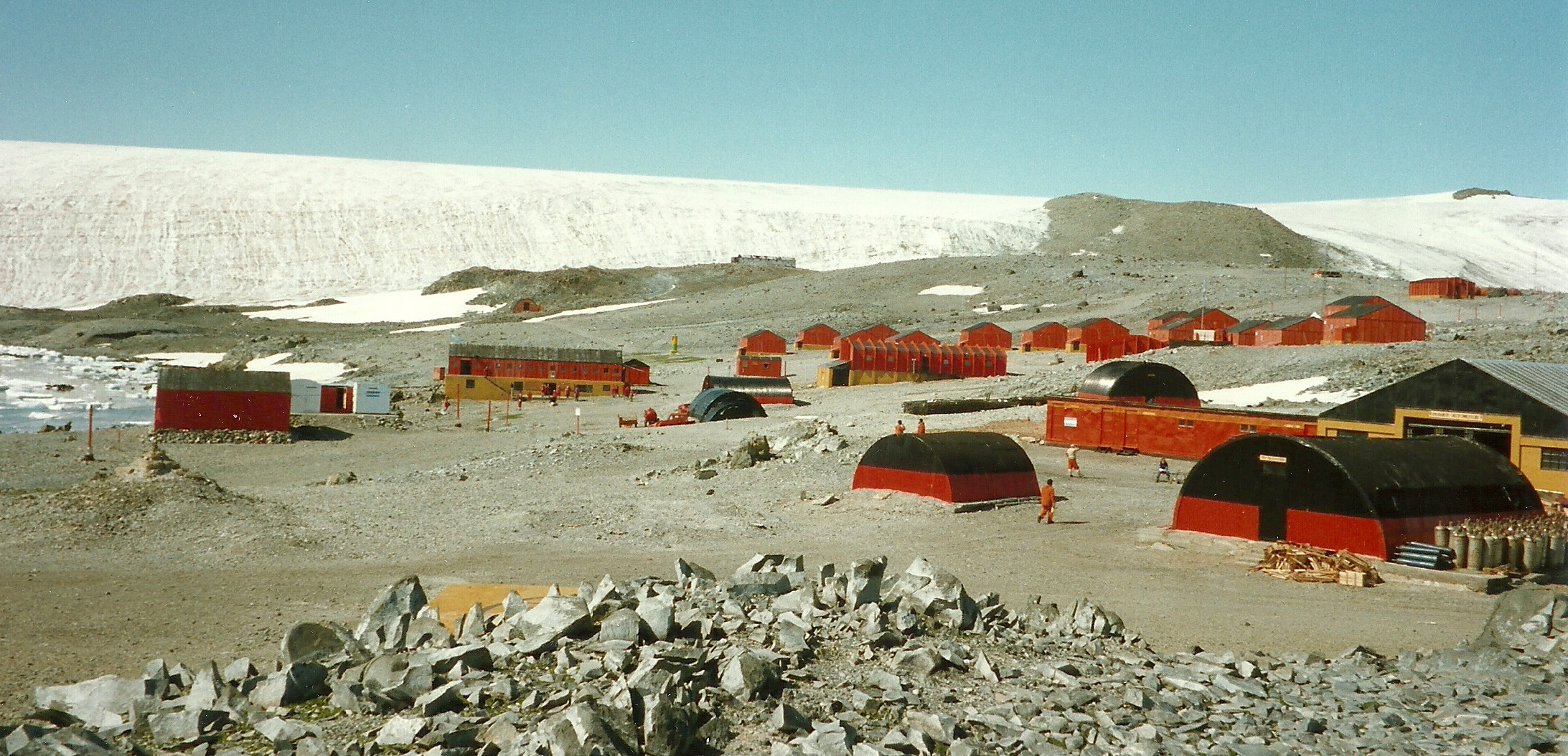
Vista en detalle de la base Esperanza y la rampa lateral del glaciar.

El glaciar actualmente está en retroceso (especialmente en sector norte), lo que ha llevado al afloramiento de dos sistemas morrénicos. Uno de ellos se encuentra al sur del lago Boeckella (que se alimenta del deshielo de este glaciar) y pertenece a la formación Monte Flora, datada en el Jurásico Inferior-Medio.

## Actividades científicas
En marzo de 2008, la primera expedición de Venezuela a la Antártida estableció una serie de bases para el análisis y futuro monitoreo del flujo de glaciar y su cobertura de hielo mediante imágenes satelitales.
En 2011 el científico y artista argentino Joaquín Fargas de la Universidad Maimónides, en el marco de un proyecto titulado Utopía, instaló en el glaciar tres molinos eólicos generadores de frío durante cuatro días con el fin de generar frío y mantener la capa de hielo.

## Pista de avenizaje

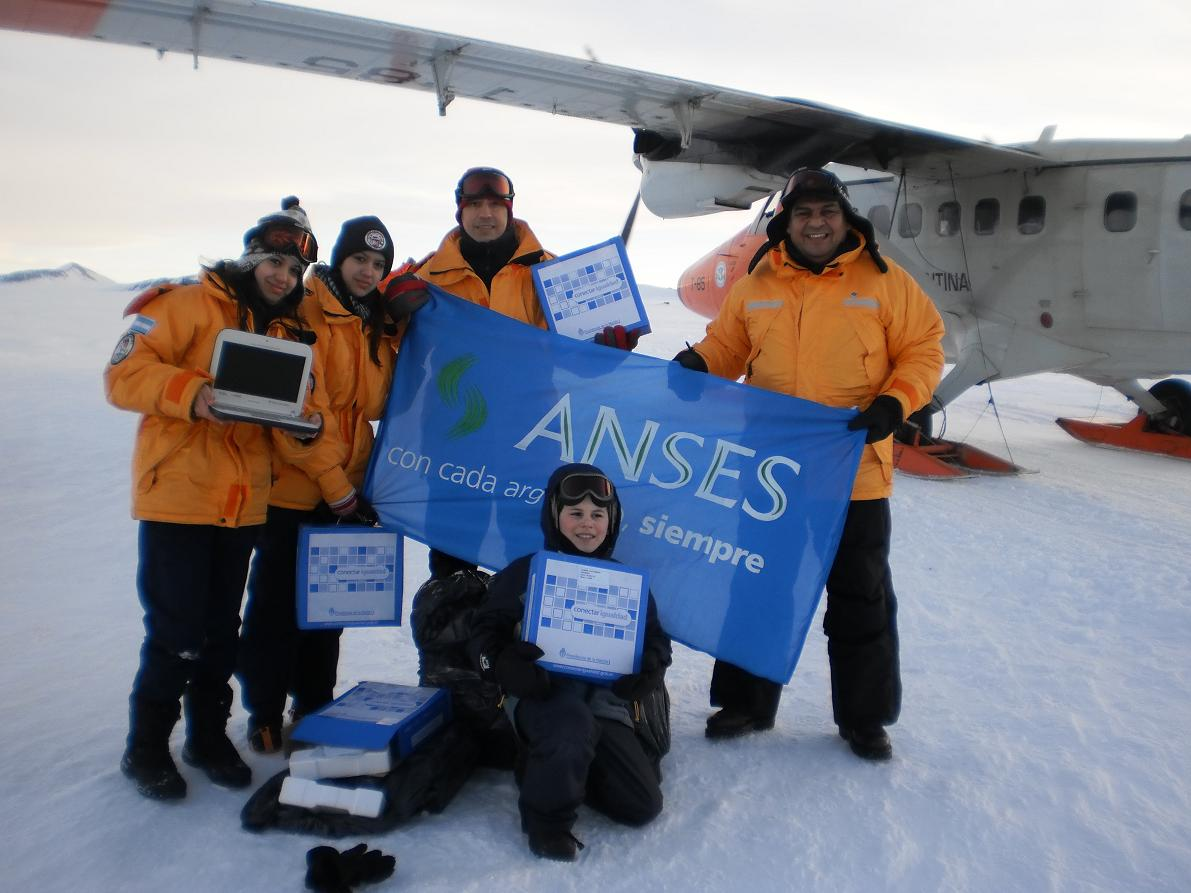
Personas de la base junto a un Twin Otter en el glaciar.

Ubicado en cercanías de la Base Esperanza del Ejército Argentino, el glaciar se encuentra condiciones para recibir aeronaves DHC Twin Otter (o aeronaves de tamaño similar) de la Fuerza Aérea Argentina con esquíes durante todo el año.
Recibe unos 20 vuelos anuales desde la base Marambio, como así también otros desde la base Carlini, llevando correspondencia y encomiendas. El Museo de la Base Esperanza exhibe restos de una aeronave accidentada en el glaciar.

## Reclamaciones territoriales
Argentina incluye al glaciar en el departamento Antártida Argentina dentro de la provincia de Tierra del Fuego, Antártida e Islas del Atlántico Sur; para Chile forma parte de la comuna Antártica de la provincia Antártica Chilena dentro de la Región de Magallanes y de la Antártica Chilena; y para el Reino Unido integra el Territorio Antártico Británico. Las tres reclamaciones están sujetas a los términos del Tratado Antártico.
Nomenclatura de los países reclamantes:
- Argentina: glaciar Buenos Aires
- Chile: ¿?
- Reino Unido: ¿?

## Galería

Panorámica de la bahía Esperanza. Por la izquierda se observa el pico Pirámide y el glaciar Buenos Aires. En el centro, se destaca el monte Flora, el valle del glaciar Depósito y la base Esperanza. A la derecha aparecen el monte Taylor, el cerro Cuerno y el glaciar Arena.